# لاطيوم (منطقة تاريخية)

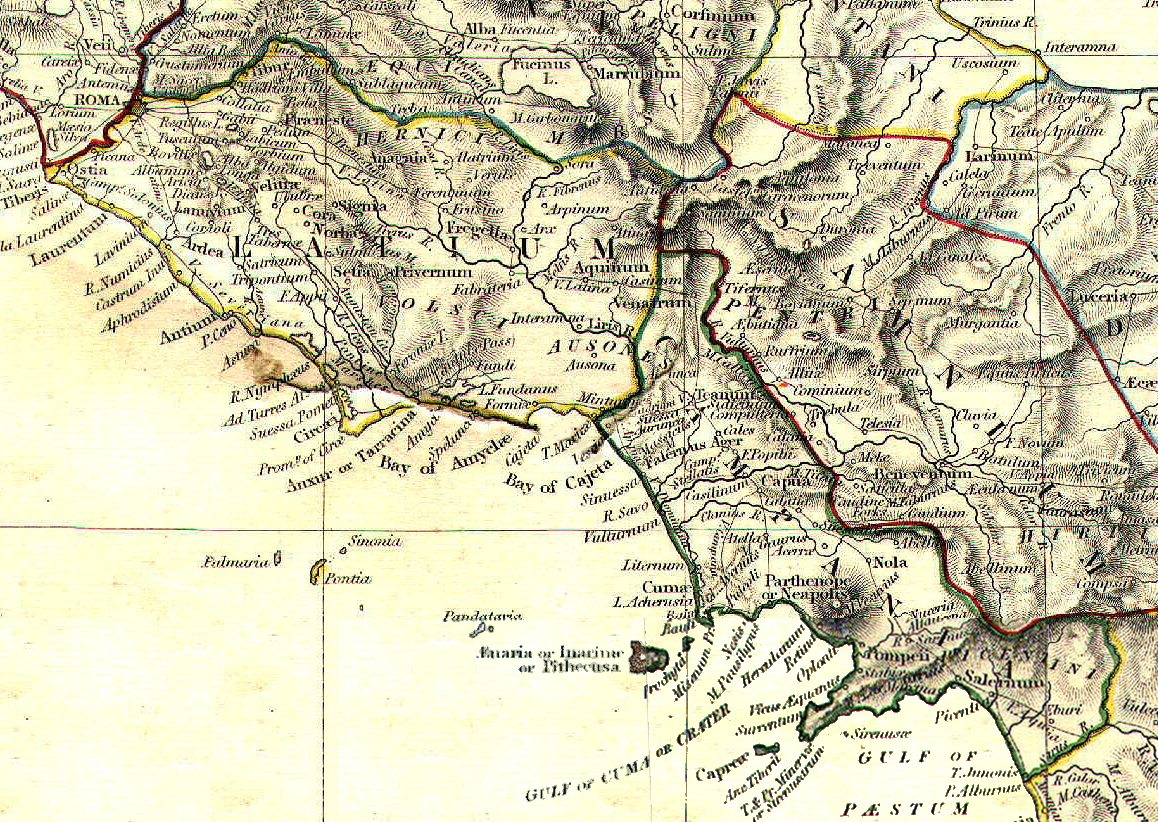
لاطيوم وكامبانيا المبكرة

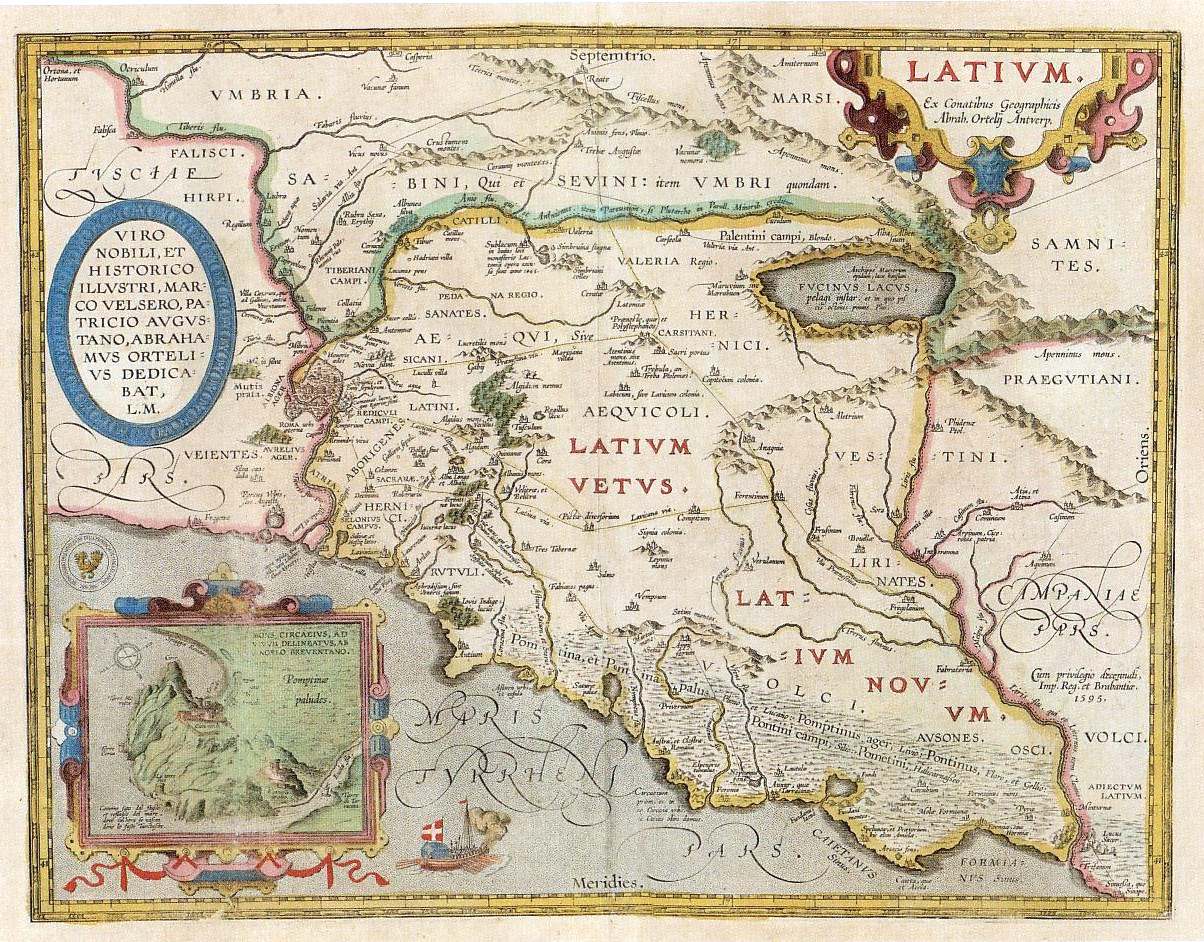
خريطة أبراهام أورتيل 1595 للاطيوم القديمة.

لاطِيوم أو لاتيوم هي المنطقة الوسطى الغربية من إيطاليا والتي أنشئت فيها روما ونمت لتكون عاصمة الإمبراطورية الرومانية. كانت لاطيوم في الأصل مثلثاً صغيراً من الأرض الخصبة البركانية التي أقامت عليها قبيلة لاتين. تقع على الضفة اليسرى لنهر التيبر، شمالاً باتجاه نهر أنيو (أحد روافد التيبر من الضفة اليسرى)، وبالاتجاه الجنوبي الشرقي بومبتينا بالوس (أهوار بونتين، الآن حقول بونتين) وهي غير صالحة للسكن ومستنقع للملاريا جنوباً حتى كيب سيرسيو. أما الضفة اليمنى لنهر التيبر والتي تحتلها المدينة الأتروسكانية فيي والحدود الأخرى فسكنتها شعوب إيطالية قديمة. في وقت لاحق انتصرت روما على فيي وجيرانها الإيطاليين لتوسع لاطيوم إلى جبال الأبينيني في الشمال الشرقي وإلى الطرف الآخر من الأهوار في جنوب شرق البلاد. المنطقة الحالية وهي منطقة لاتسيو تدعى لاطيوم باللاتينية وأحياناً في الإنكليزية. هي أكبر نوعاً ما لكنها لا تصل إلى ضعفي مساحة لاطيوم الأصلية.